# 浜崎絵里歌
浜崎 絵里歌（はまさき えりか、1993年3月4日）は、佐賀県出身、福岡県久留米市育ち、ギター弾き語りのシンガーソングライター。

## 経歴
日本移住前に祖国フィリピンでプロシンガーとして活動していた母の影響で、幼少期より音楽に興味を持ち始める。15歳の時にギターと出会い、17歳に受けたオーディションをきっかけに本格的に音楽活動を開始。福岡の路上で経験を積む。楽曲ごとに表情を変える豊かな表現力は街行く人々の足を止め注目を浴びる。今までに5度のワンマンライブを開催し、延べ1000人以上を動員。歌手やアイドルへ作詞提供、仮歌も行う。現在は福岡と東京を拠点に、精力的な制作とライブ活動を行う。
- 2008年
  - 15歳でギターと出会い音楽活動を開始。

- 2009年
  - 自主制作したCD500枚を手売りで完売する。

- 2010年
  - 「ERIKAストリート100本勝負!」と題した路上ライブ開始。年間100本達成。
  - ビクタールーキースターランキング1位獲得。
  - CROSS FM「MUZIC HEADZ」、長崎放送 「MUSIC WOLF」で7月のプッシュアーティストに決定。
  - 7月、長崎シティエフエムにてレギュラー番組「ERIKAの PURE IN HEART!」が開始。
  - 8月8日、福岡・DRUM SONにて初ワンマンライブを開催する。
  - 9月8日、タワーレコード限定、デビューミニアルバム「PURE IN HEART」発売。

- 2011年
  - ライブ会場限定CD「ep4」をリリース、1000本を完売。
  - 4月11日、moca名義でミニアルバム「kiss me」でデビュー。
  - 12月18日、200人限定ワンマンライブを開催。即完売となる。

- 2012年
  - 年間100本のライブをおこなう。
  - 4月11日、moca名義でミニアルバム「kiss me」でデビュー。

- 2013年
  - 7月22日、moca『kiss me』リリース記念～『kiss me』100本ライブ・ファイナル!開催。

- 2014年
  - 10月11日、天神ハートビートにて上京前ワンマンライブを開催。

- 2015年
  - 8月15日、「浜崎絵里歌」に改名し、ITR entertainment株式会社所属となる。
  - 9月16日、『キラキラ』配信リリース。
  - 9月19日、福岡・INSAにて、「浜崎絵里歌1st ワンマンライブ～始まりはキラキラ～」を開催する。

- 2016年
  - 10月16日、福岡・大名スクエアガーデンにて、「浜崎絵里歌 2010-2016」リリース記念ライブを行う。
  - 12月13日、渋谷gee-ge.にて、レコ発主催ライブを行う。

- 2017年
  - 3月30日、3rd Digital single「アントワネットの魔法」配信リリース。 iTunes等の音楽配信サイトにて配信。
  - webドラマ「私たちのアントワネット」主題歌として「アントワネットの魔法」が使われる。
  - 12月3日、渋谷gee-ge.にて、ワンマンライブを開催。

## 作品

### 配信限定シングル
|   | タイトル             | 発売日         | 備考                                      |
| - | -------------------- | -------------- | ----------------------------------------- |
| 1 | ありがとう           | 2012年12月12日 | moca名義。保坂朱乃とのコラボ。            |
| 2 | キラキラ             | 2015年9月19日  |                                           |
| 3 | アントワネットの魔法 | 2017年3月30日  | webドラマ「私たちのアントワネット」主題歌 |

### シングル
|   | タイトル      | 発売日        | 品格品番 | 備考                      |
| - | ------------- | ------------- | -------- | ------------------------- |
| 4 | 強がり / 東京 | 2017年12月6日 | RBST-020 | type A。 c/w drive        |
| 4 | 東京 / 強がり | 2017年12月6日 | RBST-021 | type B。 c/w うたを歌おう |
| 5 | あまのじゃく  | 2018年10月7日 | RBST-028 | ‐                         |

### アルバム
|   | タイトル            | 発売日        | 品格品番  | 備考                          |
| - | ------------------- | ------------- | --------- | ----------------------------- |
| 1 | PURE IN HEART       | 2010年9月8日  | SPCD-1009 | ERIKA名義、タワーレコード限定 |
| 2 | kiss me             | 2012年4月11日 | SCMD-009  | moca名義                      |
| 3 | 浜崎絵里歌2010-2016 | 2016年11月9日 | RBST-009  |                               |

## 出演

### ラジオ
- 「ERIKAの PURE IN HEART!」（2010年7月 - 終了、長崎シティFM）

## タイアップ楽曲
| 楽曲                 | タイアップ                                    |
| -------------------- | --------------------------------------------- |
| Kiss Me              | 日本テレビ系「Oha! 4NEWS LIVE」ウェザーテーマ |
| 空                   | BS朝日「いまも世界は」エンディングテーマ      |
| アントワネットの魔法 | webドラマ「私たちのアントワネット」主題歌     |